# Ербинский храм
53°58′44″ с. ш. 90°19′12″ в. д.
Ербинский храм — остатки предположительно культового манихейского сооружения на территории поселка Ербинская в Хакасии. Обнаружены советским археологом Л. Р. Кызласовым в 1971 году, раскопки которого велись в 1972—1973 годах.

## История изучения
В 1971 году группа археологов из МГУ под руководством Л.Р. Кызласова прибыла для исследования раннее обнаруженных изваяний и менгиров на ж/д станцию Ербинская, где учёный обратил внимание на курган, имеющий прямоугольную форму. 
Осмотрел на самой станции по улице Степной у дома № 108 странный «Большой» курган, имеющий вид прямоугольника, размерами 37,7×31,5 м, со сторонами, обращенными точно по сторонам света. Внутри прямоугольника пустое пространство — «дворик» 22,4×11,3 м, вытянутый с востока на запад.
После двухлетних раскопок и систематизации материала,уже в 1975 году сооружение сравнивалось с другими монументальными находками в низовье р. Уйбат. Первоначально памятники котловины Сорга рассматривались как храм-дворец, в 1990 годах Л. Кызласовым было окончательно установлено религиозное назначение останков, как манихейского храма.